# Радомир В. Поповић
Радомир В. Поповић (Скадар, 23. јануар 1954) свештеник је Српске православне цркве, теолог и историчар хришћанства.

## Биографија
Рођен је у селу Скадар код Ваљева у Србији, 1954. године. После основне школе завршио је београдску Богословију (1974) и Филозофски факултет Универзитета у Београду (1978. и 1982), где је магистрирао (1986) и докторирао (1989), бавећи се ранохришћанском и средњовековном историјом хришћанства.
Академску 1989/1990. провео је на Универзитету у Лозани, Швајцарска. Био је професор и васпитач у Богословији Светог Саве у Београду (1979—1985). На Богословском факултету у Београду (од 1986) прошао је сва наставна звања од асистента до редовног професора (2000) на катедри Опште историје хришћанске Цркве.
Духовник је у цркви Рождества Пресвете Богородице - Ружици и Светој Петки у Београду.
Ожењен је и има троје деце.

## Одабрани радови
- Поповић, Радомир В. (1983). „Свети Фотије патријарх цариградски и његово доба” (PDF). Теолошки погледи. 16 (4): 191—211. Архивирано из оригинала (PDF) 28. 06. 2022. г. Приступљено 23. 03. 2018.
- Поповић, Радомир В. (1989). „Црквенополитичке прилике у Србији пред Косовску битку 1389. године” (PDF). Богословље: Орган Православног богословског факултета у Београду. 47 (1-2): 10—21. Архивирано из оригинала (PDF) 02. 05. 2019. г. Приступљено 02. 05. 2019.
- Поповић, Радомир В. (1990). „Свети Флор и Лавр мученици из Улпиане” (PDF). Богословље: Орган Православног богословског факултета у Београду. 48 (1-2): 99—108. Архивирано из оригинала (PDF) 02. 05. 2019. г. Приступљено 02. 05. 2019.
- Поповић, Радомир В. (1991). Црквена имовина у Немањићкој Србији. Београд: Свети архијерејски синод Српске православне цркве.
- Поповић, Радомир В. (1991). „Београдски мученици Ермил и Стратоник” (PDF). Богословље: Орган Православног богословског факултета у Београду. 49 (1-2): 69—81. Архивирано из оригинала (PDF) 15. 10. 2020. г. Приступљено 25. 03. 2018.
- Поповић, Радомир В. (1992). „Свети Ерасмо Охридски (†303)” (PDF). Богословље: Орган Православног богословског факултета у Београду. 50 (1-2): 35—46. Архивирано из оригинала (PDF) 02. 05. 2019. г. Приступљено 02. 05. 2019.
- Поповић, Радомир В. (1993). „Рано хришћанство у Илирику пре досељења Словена: I део” (PDF). Богословље: Орган Православног богословског факултета у Београду. 51 (1-2): 19—86. Архивирано из оригинала (PDF) 02. 05. 2019. г. Приступљено 02. 05. 2019.
- Поповић, Радомир В. (1994). „Рано хришћанство у Илирику пре досељења Словена: II део” (PDF). Богословље: Орган Православног богословског факултета у Београду. 52 (1-2): 29—85. Архивирано из оригинала (PDF) 02. 05. 2019. г. Приступљено 02. 05. 2019.
- Поповић, Радомир В. (1995). „Рано хришћанство у Илирику пре досељења Словена: III део” (PDF). Богословље: Орган Православног богословског факултета у Београду. 53 (1-2): 8—34. Архивирано из оригинала (PDF) 02. 05. 2019. г. Приступљено 02. 05. 2019.
- Поповић, Радомир В. (1995). Рано хришћанство на Балкану пре досељења Словена (Србија, Повардарје, Црна Гора). Београд.
  - Popović, Radomir V. (1996). Le Christianisme sur le sol de l'Illyricum oriental jusqu'à l'arrivée des Slaves. Thessaloniki: Institute for Balkan Studies.
    - Поповић, Радомир В. (2004). Хришћанство на тлу источног Илирика пре досељења Словена. Београд.
- Поповић, Радомир В. (1997). Српска црква у историји (1. изд.). Србиње: Хиландарски фонд.
- Васељенски сабори - одабрана документа (1997)
- Православље на раскршћу векова (1999)
- Поповић, Радомир В. (2000). Појмовник црквене историје (1. изд.). Београд.
- Извори за црквену историју (Београд 2001)
- Поповић, Радомир В. (2004). „Српско православно монаштво у устаничкој Србији: Поводом две стотине година Првог српског устанка (1804-2004)” (PDF). Богословље: Теоријско гласило Богослoвског факултета Српске православне цркве. 63 (1-2): 177—192. Архивирано из оригинала (PDF) 03. 05. 2019. г. Приступљено 03. 05. 2019.
- Поповић, Радомир В.; Перовић, Давид, ур. (2005). 950 година од Великог раскола (1054) и 800 година од пада Цариграда у руке крсташа (1204): Међународни научни симпосион. Београд: Православни богословски факултет.
- Поповић, Радомир В. (2006). „Бугарска егзархија: Историјско-канонски аспект”. Гласник: Службени лист Српске православе цркве. 88: 124—134.
- Поповић, Радомир В. (2007). Српска црква у историји: Зборник студија из историје Српске цркве. Београд: Академија Српске православне цркве за уметности и консервацију.
- Поповић, Радомир В. (2007). „Неке од највећих хришћанских јереси првог миленијума: аријанство, монофизитство, филиокве (filioque)”. Црква Христова и свет религије: Антологија православних виђења (2. допуњено изд.). Београд: Досије. стр. 331—336.
- Поповић, Радомир В. (2011). Васељенски сабори: Пети, Шести и Седми: Одабрана документа. Књ. 2. Београд: Академија Српске православне цркве за уметности и консервацију.
- Поповић, Радомир В. (2012). Васељенски сабори: Први, Други, Трећи и Четврти: Одабрана документа. Књ. 1. Београд: Академија Српске православне цркве за уметности и консервацију.
- Поповић, Радомир В. (2013). „Ранохришћански Светитељи на тлу источног Илирика” (PDF). Богословље: Часопис Православног богословског факултета у Београду. 72 (1): 80—92. Архивирано из оригинала (PDF) 07. 09. 2020. г. Приступљено 06. 02. 2018.
- Поповић, Радомир В. (2015). „За и против Халкидона - Севир Антиохијски (†538)” (PDF). Богословље: Часопис Православног богословског факултета у Београду. 74 (2): 56—65. Архивирано из оригинала (PDF) 25. 09. 2020. г. Приступљено 06. 02. 2018.